# Werner Schildhauer
Werner Schildhauer (Dessau, Sajonia-Anhalt, Alemania Oriental, 5 de junio de 1959) es un atleta alemán, especializado en las pruebas de 5000 m y 10000 m en las que llegó a ser en ambas subcampeón del mundo en 1983.

## Carrera deportiva
En el Mundial de Helsinki 1983 ganó la medalla de plata en los 5000 metros —tras el irlandés Eamonn Coghlan y por delante del finlandés Martti Vainio— y también la plata en los 10000 metros, tras el italiano Alberto Cova y por delante de su compatriota Hansjörg Kunze.